# Epicauta emarginata
Epicauta emarginata es una especie de coleóptero de la familia Meloidae.

## Distribución geográfica
Habita en Estados Unidos y México.